# Förrenderad grafik
Förrenderad grafik, tvådimensionell datorgrafik som i förväg renderats av en dator från polygonmodeller. Ett vanligt sätt att till exempel förse datorspel med grafik som speldatorn inte är kraftfull nog att rendera själv i realtid. Förrenderad grafik kan även bestå av filmklipp för att ge sken av rörelse i en 3D-värld.
Förrenderad spelgrafik började användas i större skala till Super Nintendo Entertainment System och Sega Mega Drive. I takt med att spelkonsolerna blev kraftfullare ersatte realtidsrenderad 3D-grafik mer och mer den förrenderade grafiken och idag anar man på sin höjd förrenderad grafik i den allra avlägsnaste bakgrunden. Istället har metoden hittat hem till bärbara konsoler som Game Boy Advance som så att säga kommit ikapp och blivit tillräckligt kraftiga.